# Gabrielle Solis
Gabrielle Marquez Lang Solis – postać fikcyjna, główna bohaterka serialu Gotowe na wszystko. Grała ją Eva Longoria.

## Charakterystyka
Gabrielle Solis przyniosła paellę. Od czasu kiedy była modelką w Nowym Jorku, nabrała apetytu na ostre potrawy... i bogatych mężczyzn. Carlos, biznesmen, oświadczył jej się na trzeciej randce. Gabrielle była wzruszona na widok łez w jego oczach, ale okazało się, że zawsze tak było, kiedy przeprowadził transakcję. Gabrielle lubiła gorącą paellę. Jej związek z mężem był znacznie chłodniejszy.

Powinnam wiedzieć, jaka ona jest nieszczęśliwa. Ale nie widziałam. Ujrzałam tylko jej ubrania z Paryża, platynową biżuterię i nowy diamentowy zegarek. Gdybym spojrzała bliżej, zobaczyłabym, jak Gabrielle tonie, szukając w desperacji życiowej tratwy ratunkowej. Na szczęście dla niej znalazła ją.

Gabrielle liczyła po raz kolejny na swój genialny pomysł. Na pierwszy wpadła, mając 15 lat, kiedy ojczym złożył jej nocną wizytę – następnego dnia kupiła bilet do Nowego Jorku. Pięć lat później znów ją olśniło i uwiodła znanego fotografa... tydzień później została modelką. To jej podsunęło kolejny, genialny pomysł. Wyszła za Carlosa Solisa, rzuciła wybieg i zamieszkała na przedmieściu. Ostatni pomysł to dzieło nudy, zaczęła romansować z młodym ogrodnikiem... romans przerwał tragiczny wypadek.

Pomagać innym też nie lubię, a jednak to robię.

Gabrielle Solis nie tolerowała tylko jednej rzeczy: rywalki. Niezależnie od tego czy chodziła na dwóch, czy na czterech nogach. Kiedy Gabrielle rano wślizgnęła się do sypialni, zdecydowała: suka musi odejść.

Byłaś koszmarem. (...) królową wszystkich jędz. Obrażałaś fotografów i agentów, dlatego zniszczyłaś swoją karierę. Kazałem Ci przyjąć pierścionek. Wiedziałem, że to twój koniec, tak samo jak ty. Inaczej byś nie odeszła.

Zostałabym się przywitać, ale nie zniosę wysłuchiwania i smutnego potakiwania.

## Przeszłość
Gabrielle Marquez urodziła się w Guadalajarze (Meksyk) w 1976 roku. Razem z bratem i sostrą wychowywano ją w miejscowości Las Colinas w Teksasie. Ojciec zmarł na raka, gdy jego córka miała 5 lat.
Alejandro Perez, nowy mąż Lucii i ojczym Gabi, molestował ją w 1991 roku, gdy miała 15 lat. Gwałtem, pozbawił ją dziewictwa. Następnego dnia opuściła swój dom, ale nigdy nie zgłosiła tego przestępstwa na policję. W wieku 19 lat (1995 rok) Gabi skorygowała sobie krzywą przegrodę nosową u doktora Brotski. Jej nos stał się idealny i pasował do reszty ciała.
Uwiodła słynnego fotografa i tak wkroczyła do świata modelek. Osiągnęła wielki sukces w branży, ale była osobą, z którą trudno się współpracowało. Gdy jej kariera zaczęła chylić się ku upadkowi, poznała Carlosa Solis. Spojrzała jednak na niego dopiero na szóstym pokazie mody. Oświadczył się jej na trzeciej randce a ona go przyjęła, bo chciał, by jej śmiech towarzyszył mu przez resztę życia. Zanim doszło do ślubu, Gabrielle została zmuszona przez podejrzliwą przyszłą teściową do podpisania intercyzy.
Już jako małżeństwo, Solisowie sprowadzili się do Fairview, 4349 Wisteria Lane w 2003 roku. Mając dość rozpakowywania pudeł do przeprowadzek, zaprzyjaźniła się z 9−letnim Eddim Orlofsky. Tę relację wykrył jej mąż i zakazał spotykania się z chłopcem. Gabi nadal czuła się samotna, bo Carlos stale wyjeżdżał. Dopiero dzięki Eli Scruggs, spotkane wcześniej kobiety (Mary Alice Young, Bree Van de Kamp, Susan Mayer i Lynette Scavo) przyjęły ją do swojego grona jako przyjaciółkę. Kilka miesięcy później, w 2004 roku, samotna Gabrielle nawiązała romans z Johnem Rowlandem.

## Historia

### Sezon 1
Na pogrzeb Mary Alice Young Gabrielle przyniosła pikantną paellę. Niestety jej małżeństwo było znacznie chłodniejsze. Kłóciła się z Carlosem i do tego od kilku miesięcy miała romans z przystojnym, niepełnoletnim jeszcze, ogrodnikiem Johnem Rowlandem. W cały romans zostało wciągniętych kilka osób, jak sąsiadka Solisów Ashley Bukowski, matka Carlosa Juanita „Mama” Solis, kolega Johna Justin, matka Johna Helen Rowland i służąca Gabi Yao Lin.
Romans zakończył się po wypadku matki Carlosa. Mimo to, jeszcze kilka razy miała się z nim spotkać. Gdy wyprowadził się do akademika i chciał rozpocząć pracę bez rozpoczęcia studiów, przekonała go do powrotu do rodzinnego domu zrywając z nim. Poszła do łóżka z Johnem, gdy Carlos ją skrzywdził, zmuszając do podpisu umowy post-małżeńskiej.
Tymczasem Carlos był bardzo szczodrym ale i zazdrosnym mężem. Pobił nawet homoseksualnego Jonathana Lisco, ponieważ podejrzewał go o romans z jego żoną. Przeżywał stres pracując ze wspólnikiem w firmie, Tanaką. W końcu ten go wrobił w pracę niewolniczą Laotańczyków i został aresztowany, a konta Solisów zablokowano.
Gabi musiała iść do pracy i kontynuować ją, mimo że Carlosa wypuścili na warunkach aresztu domowego. Chciał też dziecka, więc zmienił jej tabletki antykoncepcyjne na zwykłe. Gabi zmusiła go jednak do tego by poszedł do więzienia, przy okazji pogrzebu swej teściowej, Juanity. Mogła wtedy korzystać z odblokowanych kont bankowych. Carlos, w zamian, zmusił fizycznie Gabi do podpisania umowy post-małżeńskiej. Podarł ją, gdy Gabi przekonała go, że nigdy nie będzie sama, ponieważ jest piękna, a takie kobiety są zawsze otoczone niekiedy bogatymi mężczyznami.
Wkrótce odkryła, że jest w ciąży i Carlos powiedział, że to była sprawa jego ś.p. matki. Z listu z apteki, dowiedziała się, że Carlos kłamał i wyjechała z domu, rzucając do niego, że dziecko może być nie jego. Carlos "pożyczył" samochód Edie i, łamiąc zasadę aresztu, wyśledził ją. Udała się do domu Justina. Ten był w szlafroku i tylko objął Gabi, ale Carlos myślał, że Gabi miała z nim romans.
Pobił Justina i przy policjantach dopiero dowiedział się, że Justin też jest gejem. W areszcie, Carlos powiedział, do żony, że sprowokowała go do tego, ponieważ udawała, że miała romans. Tę wersje chcieli przedstawić w sądzie ale Gabi, mając przed oczami niedogodności macierzyństwa, przystała na to. Wszystko szło gładko, dopóki John pojawił się na sali i szepnął Carlosowi, że romansował z Gabrielle. Carlos rzucił się na niego, ale po drodze był Justin, więc zatrzymano Solisa.

### Sezon 2
Gabi została też zaproszona na pogrzeb męża Bree Van de Kamp, Rexa a po nim dowiedziała się całej prawdy o Mary Alice Young, swej zmarłej przyjaciółce.
W życiu osobistym, po powrocie z sądu, Gabi wyrzuciła Johna ze swego domu, ponieważ chciał z nią zamieszkać. Była zła bo wyjawił całą prawdę jej małżonkowi. Odwiedziła Carlosa w więzieniu, ale pokłócili się o jej romans i jego przekręt z jej ciążą. W końcu pogodzili się, gdy Gabi odkryła, że John wcale jej nie kochał, ponieważ od razu zaczął romansować z 40-letnią Joan. Rozpłakała się przy mężu, dzięki czemu uzyskała wybaczenie i zaakceptowała ciążę. Pogodzeni, załatwili sobie nawet wizyty małżeńskie w więzieniu, dzięki adwokatowi Davidowi Bradleyowi. Został on wynajęty przez Gabi. Mimo że David próbował przespać się z Gabi i Carlos był zazdrosny, do niczego nie doszło. Gabi nadal była samotna w domu. Zdecydowała się przyjąć stare koleżanki - modelki. Założyła bardzo ciasną suknię by ukryć ciążę. Modelki to odkryły i spotkanie udało się, ale Gabi zrozumiała, że jej prawdziwymi przyjaciółkami były i są te z Wisteria Lane. Wróciła do domu i przestraszyła się Caleba, którego twarzy nie widziała. Spadła ze schodów, a Caleb wyszedł. Tym samym straciła dziecko. Carlos silnie to przeżył w więzieniu, ale Gabi zdawała się być niewzruszona. Szybko jednak Hector Ramos (Danny Trejo) uświadomił jej, że strata dziecka jest strasznym bólem. Pomógł też jej się z nim uporać.
Niedługo potem Carlos został wypuszczony z więzienia, dzięki wstawiennictwu Kościoła Katolickiego a zwłaszcza siostry Mary Bernard. Obie panie od razu zaczęły się ze sobą pojedynkować. W końcu Gabi wysłała siostrę na Alaskę. Sama zrozumiała, że chce dziecka i będzie ono jednym z niewielu zabezpieczeń przed utratą Carlosa. Krótko potem Gabi przyjęła pod swój dach Xiao Mei jako nową pokojówkę a następnie przyjechała do niej matka, Lucia Marquez. Na jaw wyszły stare żale i bóle, które Carlos wkrótce zrozumiał. Gabi i Carlos odrzucili ofertę Lucii by była ich surogatką. Poszli do państwowej kliniki adopcyjnej, ale tam pracowała pamiętliwa Helen Rowland. Skierowali się więc do prywatnej agencji, gdzie Eugene Beale znalazł im, po wielu trudach, piękną striptizerkę Libby Collins, będąca w trzecim trymestrze ciąży. Była ona zdecydowana oddać dziecko. Gdy już wszystko było załatwione, nic z tego nie wyszło, a mała Lily została im odebrana. Praktycznie nazajutrz Gabi dowiedziała się, że Xiao-Mei ma być deportowana do Chin. Było za późno, a Solisowie potrzebowali dziecka, więc wpadli na pomysł, by to pokojówka została ich surogatką. Zgodziła się a zapłodnienie się udało. Carlos zaczął przedkładać potrzeby Xio-Mei nad swej żony i Gabi zaczęła coś podejrzewać. Dzięki krótkofalówce, dowiedziała się, że Carlos ma romans z pokojówką. Wyrzuciła go z domu i zaczęła ostro traktować Xiao-Mei.

### Sezon 3
Gabrielle zatrudniła adwokata i rozpoczęła proces rozwodowy. Ex-kochanka Carlosa nadal pracowała jako służba w domu Gabi do czasu porodu dziecka, które biologicznie nie było ich a skąd Carlos się wyprowadził.
Mija 6 miesięcy od ostatnich wydarzeń 2 sezonu.
W międzyczasie wojna Solisów nabierała tempa. Ona urządziła wyprzedaż rzeczy Carlosa a on wprowadził się do niej ponownie, bo adwokat mówił, że miał pełne prawo, skoro ma płacić wysokie alimenty. Niestety wkrótce potem musiał się włamać do domu, gdyż Gabi zmieniła zamki. Policjanci szybko przyjechali, ale gdy usłyszeli co Gabi zrobiła, właśnie ją aresztowali. Gdy Carlos ją odwoził, wyznała, że go nie kocha i, że przespała się z Johnem. Carlos wyrzucił ją z auta pośrodku pustynnej drogi. Gdy wróciła do domu, Gabi myślała, że mąż chce ją uwieść, ale szybko znalazła w wannie Trishelle (Evelina Oboza). Gabi za to poszła z Philem Lopezem (Marco Sanchez) nad basen za domem i "seks" który udawała by odrzucić od siebie Carlosa. Przez samochody, Solis domyślił się wszystkiego i nazajutrz znalazł on w swym łóżku Gabi z innym mężczyzną, kompletnie nagich. Carlos użył podstępu i podczas spotkania adwokatów dzielących majątek, zrezygnował z wszystkiego. Wysłał do domu paczkę, z której Gabi dowiedziała się, że Carlos otrzymał pracę dzięki której będzie zarabiał 2 000 000 dolarów rocznie. Otrzymała by pieniądze tylko wtedy, gdyby rozwodu nie było. Uwiodła Carlosa i nazajutrz zaproponowała by zapomnieli o rozwodzie. Carlos wyśmiał ją, bo wszystko sam obmyślił. Nazwał Gabi "dziwką" a ta wypchnęła go przez okno. Wrócił do domu o własnych siłach. Podczas ostatniej rozprawy rozwodowej, Carlos odtworzył cały, nagrany przez niego na dyktafon, stosunek jaki odbyli. Sędzia orzekł, że Gabi dostanie dom bez alimentów i wyposażenia, które przyznano Carlosowi. W domu, Gabi i Carlos zdemolowali całe wnętrze budynku w akcie zemsty, jednakże pod wrażeniem zabrania zakładników w supermarkecie przez Carolyn Bigsby, pogodzili się.
Carlos wprowadził się do domu Mike’a, przy 4356 Wisteria Lane. Gdy Gabrielle poznała wdowca, Billa Pearce, okazała niepohamowaną żądzę odkrycia osoby, która przysłała jej kwiaty. Posądzała o to Carlosa, lecz jej adoratorem okazał się Zachary Young. Stał się milionerem po śmierci dziadka i planował ożenić się z nią, ale jego plan − polegający na oszustwie − spalił na panewce. Carlos pomógł jej się od niego uwolnić.
Gabrielle poznała Victora Langa. Nie planowała tego, ale w końcu zakochała się w tym zwycięzcy wyborów na burmistrza Fairview i zaręczyła się z nim. Przyjęcie oświadczyn odbyło się w telewizji, więc w wieczór zaręczyn dowiedziała się od Edie, że ta związała się z Carlosem, ale po konfrontacji z byłym mężem, wiedziała, że wciąż ją kocha. Wzięła z nim ślub, ale podsłuchała rozmowy męża z teściem, że było to posunięcie polityczne. Rozpoczęła romans z Carlosem, który został oszukany przez Edie perspektywą dziecka.

### Sezon 4
Gabi postanowiła nawiązać romans z Carlosem i uciec z nim gdy się ściemni. Carlos niestety zawiódł, ponieważ Edie "powiesiła się", by go zatrzymać. Carlos nie wiedział, że to był tylko podstęp. Musieli razem odwołać swój plan.
Edie przyjechała na Wisteria Lane po miesiącu przebywania w szpitalu. znalazła wyciąg z tajnego konta na Kajmanach, opiewającego na 10 000 000 dolarów. Carlos musiał się zatem zgodzić na zaręczyny z nią, bo inaczej wydała by go urzędowi skarbowemu. Sprawę z kontem powierzył natomiast Alowi Kaminsky. Przy okazji Katherine Mayfair poprzez Edie Britt powiedziała aktualnemu mężowi Gabi, że miała romans z Johnem. Pani Lang przekonała się, że mąż kocha ją mniej niż Carlos. Edie w międzyczasie zaraziła się wszami łonowymi od Minzy Porter. Carlos przeniósł tę dolegliwość na Gabrielle, a ta na Victora. Cała czwórka musiała używać tego samego szamponu, pachnącego jak przypalona lukrecja. Tak Edie nabrała podejrzeń, że Carlos i Gabi mają romans. Tymczasem byli małżonkowie spotkali się w hotelu, gdzie natknęli się na swego byłego ogrodnika. Carlos przez to przebaczył Johnowi i chcieli zakończyć romans by po rozstaniu z dotychczasowymi partnerami mieć spokojne sumienie i być razem. Było już za późno, ponieważ Edie wynajęła kogoś (Eric Payne) i fotograf zrobił zdjęcie całujących się na pożegnanie kochanków. Niezależnie od siebie, Carlos zerwał z Edie a Gabi chciała opuścić męża. Jej teść, Milton Lang, skutecznie ją od tego odwiódł, a Edie doniosła do urzędu skarbowego na Carlosa. Al Kaminsky, o czym Edie nie wiedziała, zdążył już przelać pieniądze i skasować konto. Tymczasem Solis powiedział Gabi, o swoich milionach dolarów, nieco uszczuplonych by zachować tajność. Była wściekła, ponieważ miał te pieniądze od czasu gdy byli małżeństwem. Zerwała z nim i chciała wyjechać, ale Victor ją przekonał by została. Edie Britt powiedziała Victorowi prawdę o romansie Gabi, przedstawiając zdjęcia. Victor zabrał Gabi na swój jacht by z nią porozmawiać o wspólnej przyszłości. Ona, myśląc, że chce ją zabić, dwa razy wypchnęła go do wody. Burmistrz przeżył i zaplanował zemstę. Podczas tornada chciał zabić Carlosa, ale zginął, przebity sztachetą od płota. W tym samym czasie Gabi i Edie zdążyły się pogodzić. Carlos natomiast oślepnął, uderzony nieznanym obiektem w okolicach oczu, ale mógł być razem z byłą żoną. Gabi straciła podczas tornada dokumenty umożliwiające dostęp do konta na Kajmanach oraz cały, wielomilionowy, spadek po zmarłym mężu, przepisany na byłego już teścia. Tymczasem Edie dowiedziała się od pielęgniarki o ślepocie Carlosa.
Gabrielle Lang, za pośrednictwem księdza Crowley, ponownie związała się węzłem małżeńskim z Carlosem Solis i powtórnie przyjęła nazwisko męża. Ten ją okłamał, że nie będzie widział, ale tylko przez trzy/cztery miesiące. Edie przekazała zasłyszane od pielęgniarki (Mary DeVault) informacje do nowej/starej żony Carlosa. Gabi była wściekła ale powiedziała mężowi, że go kocha i z nim zostanie aż do śmierci. Wkrótce zaczęła ona wykorzystywać Solisa do znajdowania miejsc parkingowych dla inwalidów. Do tego doszedł chwilowy problem z psem przewodnikiem Roxy.
Małżeństwo było tak wydrenowane finansowo, że zostało zmuszone do znalezienia współlokatorki. Stała się nią Ellie Leonard. Była handlarzem narkotyków i zgromadziła dużo pieniędzy. Solisowie je znaleźli, a krótko potem Ellie zmarła. Gabi przyczyniła się do wyjazdu Edie z Wisteria Lane, ale pomogła też Katherine Mayfair. Zeznała, że Wayne Davis, jej były mąż, był potworem i ją bił. Uśmierciła go w obronie własnej.
Pięcioletni przeskok
Gabrielle dowiedziała się od doktora prowadzącego (Tim Bagley) o ciąży za co go spoliczkowała. Carlos był wniebowzięty i powiedział jej, że zatrudni się jako masażysta w lokalnym klubie. Pierwszą córkę nazwali Juanita, po teściowej Gabrielle.
Teresa Pruitt (Patty McCormack) − pielęgniarka w lokalnym szpitalu, która od lat pomagała kobietom przy dzieciach po porodzie − zamieniła pierwszą córkę Solisów, Grace na dziecko innej pary, Carmen i Hectora Sanchez. Dziewczynka otrzymała imię Juanita, po babci od strony ojca.
Ten sam lekarz rok później przekazał jej wiadomość o drugiej ciąży a wściekła Gabrielle kazała poddać się Carlosowi zabiegowi wazektomii. Drugą córkę nazwali Celia.

### Sezon 5
Poziom życia całej rodziny Solis dramatycznie spadł. Z dwójki bogaczy, stali się uboższymi mieszkańcami Wisteria Lane. Do tego mieli dwie córeczki, które były "puszyste". Gabi szybko zaczęła się frustrować, ponieważ chciała je odchudzić by sąsiadki o niej nie plotkowały. Nie zaproszono też jej na przyjęcie u Michelle Downing (Jodi Carlisle). Wprosiła się, ale szybko ich wyrzucono. Gabi musiała też interweniować w sprawie zatargu między dzieckiem Susan, Maynardem Jamesem Delfino, zwanym "M.J." a jej córką, Juanitą. Pobiła się nawet z Susan, ale wieczorem się pogodziły. Poza tym musiała sprzedać swego Astona Martina i kupić stary samochód Andrew Van De Kampa. Gabi, razem z mężem, odkryła "seks na niewidomego", umożliwiający doznawanie przyjemności innymi zmysłami. Niestety pierwszy taki incydent przerwała im nieświadoma Juanita i jej rodzice mieli potem mały problem z innymi rodzicami.
W związku z pracą Carlosa, Solisowie zaczęli mieć kontakt z bogatą wdową, Virginią Hildebrand. Niestety, ta spragniona ciepła kobieta okazała się zbyt zaborcza dla Gabi i małżonkowie zerwali z nią kontakty. Było to podczas koncertu w klubie "biały koń", który uległ spaleniu. Carlos dostał się do szpitala i lekarze wykryli małą kość uciskającą nerw wzrokowy. Jej usunięcie oznaczało ogromny wzrost szans na odzyskanie wzroku u Carlosa. Gabi była zachwycona, ponieważ operacja miała się odbyć za miesiąc, ale zasmuciła się, ponieważ nie była już tak piękna. Zmieniła dietę, usiłowała wymusić na córkach by też jadły zdrowo. Żaliła się nawet Susan i Edie, która już od pół roku ponownie mieszkała na uliczce. Carlos powiedział jej, że to nie jej ciało kocha a duszę i charakter. Gabi wydała przyjęcie na cześć Carlosa. Wyszło na jaw, że posprzedawała kilka rzeczy by ratować dach nad głową, w tym piłkę baseballową męża z autografem. Odzyskała ją, ale gdy Carlos zobaczył na własne zdrowe oczy, że sprzedała też własne kreacje, wymienił piłkę na elegancką suknię dla swej bohaterki.
Śmierć Eli Scruggs przyniosła Gabrielle refleksję jak wpłynął na jej życie.
Wkrótce Gabi spotkała małżeństwo Bradleya i Marii Scott. On był dawnym znajomym Carlosa i szefem dużej firmy. Carlos zrezygnował z bycia masażystą i, dzięki żonie, przyjął pracę u Bradleya. Wkrótce koligacje między Scottami a Solisami zbyt mocno się zacieśniły. Skończyło się to śmiercią przełożonego Carlosa, zamknięciem w więzieniu Marii i awansem Carlosa na miejsce Bradleya, prezesa firmy. Krótko przedtem Gabi, także dzięki Edie, odzyskała swą dawną figurą.
Carlos chciał się dobrze wywiązywać z zadania. Zatrudnił na swoje dawne miejsce pracy swą byłą dziewczynę z czasów po rozwodzie z Gabi, Lucy Blackburn. Gabi wkręciła szybko Lynette Scavo, swą przyjaciółkę, do firmy męża aby go szpiegowała. Na szczęście dla Gabi, wkrótce potem Lucy odeszła z firmy.
Śmierć Edie, która jak się okazało, bardzo pomogła uwierzyć Gabi w swoją urodę, zmusiła Gabi do udania się do jej syna Traversa. Ten nie przyjął prochów matki, dlatego wskutek pomysłu Karen, Gabi rozsypała swoją część prochów sąsiadki pod różami, przy ganku.
Gabi zaczęła się udzielać w kółku ogrodniczym. Dzięki niej panie przestały dbać o ogródki tylko spotykały się z udziałem drinków i alkoholu. Na jednej z nich widziała Toma, męża Lynette z miejscową kobietą lekkich obyczajów, Patty Rizzo (Sarah Knowlton). Gabi martwiła się, że Tom może zdradzić swą żonę, ale sama nie wiedziała, że Carlos widział nagą Lynette. Pary powiedziały sobie o tym podczas kolacji, ale potem wszystko sobie wyjaśniły.
Juanita poszła do szkoły w makijażu, ponieważ wszyscy nie wierzyli, że nie jest córką pięknej matki. Gabi poszła bez makijażu na spotkanie z okazji przyznania Carlosowi tytułu biznesmena roku. Mimo że w końcu nałożyła make up do zdjęcia i Juanita była zawiedziona, obie doszły do porozumienia. Rodzina Solis razem pojechała na spotkanie rodzinne do żony wujka Carlosa, cioci Connie Solis. Oświadczyła ona, że umiera i poprosiła którąś z rodzin o zaopiekowanie się jej nastoletnią krewną, Aną Solis. Carlos i niechętna Gabi zgodzili się. Już pierwszego dnia doszło do starcia między paniami, ponieważ Ana okazała się być tak samo temperamentna jak Gabi.

### Sezon 6
Gabi, jak podejrzewała, zaczęła mieć problemy z zachowaniem Any Solis oraz edukacją córki, Juanity. W trakcie załatwiania jej miejsca w szkole katolickiej, Gabi odkryła, że Lynette jest w zaawansowanej ciąży. Sąsiadka nic nie mówiła, bo nie chciała stracić pracy a Gabi, obraziła się ponieważ Lynette jej nie zaufała. Lynette sama powiedziała Carlosowi w jakim jest stanie i, w ramach małej zemsty, zdegradował ją z biura do małego schowka na szczotki. Gabi to zauważyła i zrobiło jej się żal Lynette. Podczas gdy poszła do niej z przeprosinami, Lynette zdążyła załatwić sobie adwokata, który pozwał firmę Carlosa o złe traktowanie ciężarnej. Lynette próbowała go powstrzymać, ale nie zdążyła a Gabi wypowiedziała jej wojnę. Carlos zlecił Lynette wykonanie, na następny dzień rano, bilansu firmy z roku poprzedniego i Lynnette miała to uporządkować. Nie zdążyła, ponieważ poszła na przedstawienie do swojej córki Penny. Carlos wiedział o tym i zwolnił Lynette. Na Boże Narodzenie Carlos przyszedł do domu i oświadczył, że nie wygrają sprawy z Lynette. Gdyby doszło do procesu, stracił by firmę i stanowisko prezesa. Tymczasem Lynette chciała przeprosić ale Gabrielle zaogniała sytuację. Było tak aż do ocalenia Celii przez Lynette przed awionetką, prowadzoną przez Daphne i Jeffa Bicks. Wskutek takiego rozwoju wypadków Lynette ucierpiała, ponieważ straciła jedno z dzieci, płci męskiej, które nazwała "Patrick". Zdołała jednak wybaczyć Gabi za jej zachowanie.
Solisowie podarowali 60-calową plazmę Tomowi i Lynette, a Carlos załatwił jej wypłacanie pensji z firmy. Tom zaproponował Carlosowi, że będzie pracował na miejsce żony. Carlos się zgodził, ale Lynette była zła. Zdenerwowała się jeszcze bardziej, gdy Tom zaproponował Carlosowi, by została w domu i opiekowała się córką, gdy się urodzi. Tom w końcu musiał ustąpić i zgodził się, że się zamienią miejscami, gdy dziecko się urodzi.
Gabi tymczasem załatwiła wreszcie Juanicie miejsce w szkole prywatnej, gdzie pracowała Susan, w Oak Ridge. Niedługo potem, wraz z Susan, skutecznie rozpracowała które z dzieci należą do jakiej grupy zaawansowania. Tymczasem Ana i Danny zaczęli się spotykać. Gabi obawiała się, że Ana zajdzie w ciążę z Bolenem. W zamian za obietnicę kariery modelki po skończeniu szkoły, Ana miała nie sypiać z synem Angie. Carlos ich jednak przyłapał, niemalże nagich, na kanapie i zaczął szarpać Danny’ego. Angie, która przez przypadek akurat stała pod oknem, zauważyła to. Wpadła do domu i, zanim wyprowadziła syna, zagroziła śmiercią Carlosowi, gdyby sytuacja się powtórzyła. Solisowie chcieli przeprosić Bolenów, ale przez przypadek podsłuchali kłótnię Angie Bolen i jej męża Nicka. Mieli oni tajemnicę, którą strzegli. Jej wyjawienie miałoby straszliwe konsekwencje.
Gabi wykorzystała Robin Gallagher i dzięki niej, wysłała Anę, która zerwała z Dannym, do Nowego Jorku, do agencji modelek. Gdy Celia dostała ospy wietrznej, Gabi musiała przeprowadzić się do sąsiadów, Boba Huntera i Lee McDermotta. Prowadziła u nich prawdziwe życie singielki. Gdy zobaczyła ich dziecięcy pokój, zrozumiała, że dziecko to największe błogosławieństwo. Wróciła do domu, do córek i męża. Wkrótce odkryła, dzięki Angie, że syn tej drugiej pojechał do Nowego Jorku za jej kuzynką Aną. Obie panie spotkały tam Heidi Klum i Paulinę Porizkovą. Angie dowiedziała się, że Gabi była największą jędzą spośród modelek. Gabi wreszcie zrozumiała dlaczego jej kariera modelki legła w gruzach 12 lat wcześniej. Wraz z Angie odnalazła Anę i Danny’ego na ulicach Nowego Yorku. W rozmowie ze swoją kuzynką przekonała ją, aby nie popełniała takich samych błędów jakich ona dopuściła się w przeszłości. Dodała, że jeśli chce to niech rozwija swą karierę modelki. Kuzynka wzięła sobie jej radę do serca i podziękowała jej. Została też w metropolii aby kontynuować zdjęcia. W samolocie powrotnym do Fairview, Danny, który wracał z matką i sąsiadką na Wisteria Lane poszedł do tylnej kabiny, aby się zdrzemnąć. Chwilę potem Angie wyjawiła Gabrielle część swego sekretu, który tego samego dnia zdradziła własnej matce. Skłoniło to Rose De Luca (Suzanne Costallos), matkę Angie, do wysłania własnego wnuka z powrotem do Fairview. Rose uwierzyła też własnej córce, że nie bez powodu ucieka przed Patrickiem. Danny nie był synem Nicka, lecz Patricka Logana, przed którym razem uciekali.
Między Juanitą a M.J.-em Delfino doszło wkrótce do spięcia. Oboje walczyli o to, kto sprzeda więcej czekolad w corocznym konkursie. Po długiej walce pomiędzy matkami oficjalnie wygrała Juanita, jednak M.J. był się na tyle mądry, że Gabi pogratulowała mu "moralnego zwycięstwa". Sama gospodyni zaoferowała swe jajeczka Bobowi i Lee, którzy od dwóch lat starali się zaadoptować dziecko. Gdy jednak zrozumiała, że będzie to dla niej za trudne emocjonalnie, odmówiła im, a Lee zerwał z Bobem.
Niedługo potem Gabi poprosiła męża o domek w Aspen. Odmówił, a Gabi przez przypadek dowiedziała się, że pieniądze na domek pożyczył Mike’owi i Susan Delfino, którzy byli zadłużeni. Gabi wraz z Susan ukarały mężów, wystawiając ich ego na pośmiewisko, ponieważ Mike nie chciał pieniędzy żony za sprzedaż klubu Karla. Następnie w życie Gabi wróciła sprawa Angie, ponieważ do Fairview przyjechał Patrick. Gabi początkowo go nie poznała, bo przedstawił się jako brat Angie, Anthony. Włoszka powiadomiła o wszystkim Gabi, która ściągnęła Nicka i koniec końców, Patrick zginął na Wisteria Lane. Angie wyjechała do Atlanty. Natomiast Bree, zmuszona sytuacją rodzinną i swym pasierbem Samem, postanowiła wyznać Gabi prawdę o tożsamości tego kto potrącił jej teściową, Juanitę.

### Sezon 7
Bree i Gabi poszły do domu Solis, gdzie Bree wyznała swojej przyjaciółce, że Andrew 11 lat wcześniej potrącił jej teściową, Juanitę. Gabi była wściekła i zamierzała powiedzieć o tym Carlosowi. Zaczęła nawet rozpaczać, ale Karen McCluskey przerwała im i powiedziała, że Paul Young wrócił na Wisteria Lane. Gabi odwiedziła go w jego nowym domu, który wynajął od Susan i Mike’a.
W tym czasie prawnik ze szpitala w Fairview, Jack Pinkham (Kevin Symons) przyjechał na Wisteria Lane by powiedzieć jednej z kobiet o podmianie jej dziecka. Udał się do Carlosa i powiedział mu, że Juanita nie ma w sobie ich DNA. Carlos wpadł w furię, ale wiedział, że prawda bardzo zrani Gabi, dlatego postanowił nie mówić o tym. Zaszantażował też Jacka, że nie wytoczy procesu szpitalowi na milionów dolarów odszkodowania, jeśli placówka zaprzestanie poszukiwań drugiej rodziny. Wieczorem Gabi natomiast powiedziała Bree, że nie powie nic mężowi o incydencie sprzed lat bo ich życie jest idealne. Bree była bardzo wdzięczna, ale nie na długo, ponieważ przez przypadek potrąciła małą Juanitę, która akurat jechała przy podjeździe Bree. W szpitalu pielęgniarka powiedziała Gabi, że dziecko musiało być adoptowane lub urodzić się ze zdrady. Nie miało bowiem takiej samej grupy krwi jak Carlos i Gabi. Gabi wszystkiemu zaprzeczyła. Sama wkrótce pomyślała, że Juanita mogła się począć w okresie kiedy wyjechała z Susan do Aspen. Susan zostawiła bowiem Gabi z pewnym czarującym Francuzem. Gabi wymyśliła więc, że ma ukrytą chorobę seksomnię. Carlos wkrótce wyjawił jej, że to wszystko dlatego, że Juanita została podmieniona.
Gabi była zdruzgotana i zgodziła się nie szukać drugiej rodziny. Podpisała nawet odpowiednie dokumenty w szpitalu, by placówka medyczna też tego nie robiła. Gospodyni udała się z Susan do sklepu, gdzie było pełno dziewczynek z matkami w wieku Juanity. Gabi poszła do Boba Huntera, prawnika i powiedziała mu by jego znajomy, prywatny detektyw, wytropił drugą rodzinę o nazwisku Sanchez. Gabi zrobiła to w tajemnicy przed Carlosem. Gdy on dowiedział się o tym co zrobiła jego żona od sąsiada-geja, nawrzeszczał na nią. Zagroził rozwodem jeśli sprawy pójdą niepomyślnie.
Bardzo kochał żonę i poszedł na spotkanie z rodziną Sanchez: Carmen z Hectorem i nieświadomą niczego Grace. Gabi bardzo się przywiązała do swej biologicznej córki, nie wyjawiając prawdy dziewczynkom. Biologiczni rodzice Juanity musieli jednak wyjechać z kraju, bo okazali się nielegalnymi imigrantami. Wraz z nimi wyjechała Grace i Gabi wpadła w rozpacz. Dzięki radzie Lynette, napisała list, na który przelała swoje emocje. Niestety przeczytała go też Juanita, która była załamana, tak że chciała uciec z domu autem nieświadomych niczego Boba i Lee podczas zamieszek na Wisteria Lane. Na szczęście demonstrujący nie dopuścili do tego, ale zaczęli napierać na ich samochód. Gabi i Carlos uratowali Juanitę z oblężonego auta.
Gabi wkrótce znalazła substytut Grace w sklepie panny Charlotte z drogimi lalkami przeznaczonymi do adopcji. Kobieta za bardzo przywiązała się do lalki, którą posiadała, dlatego bardzo przeżyła to, gdy ją skradziono. Nie pomogły jej słowa Carlosa, że to nie Grace.
Carlos namówił Gabi na terapię. Nie chciała na nią chodzić, ponieważ terapeutka (Patricia Lentz) chciała rozmawiać z nią o dzieciństwie. Oszukiwała męża, że chodzi na terapię, ale ten w końcu się dowiedział i pomógł żonie zmierzyć się z przeszłością. Terapeutka Gabi kazała jej jechać to rodzinnego miasta i przeczytać list opisujący jej odczucia nad grobem ojczyma. Kiedy Gabrielle i Carlos pojechali do rodzinnego miasta Gabi, pani Solis była w centrum uwagi. Gabrielle pojechała do swojej byłej szkoły. Tam spotkała zakonnicę Marthę (Jill Larson), swoją starą nauczycielkę. Zanim Gabi uciekła z domu powiedziała jej o tym, że ojczym ją molestował. Ta w to nie uwierzyła i nadal nie chciała przyjąć tego do wiadomości. Pani Solis powiedziała zakonnicy o tym co czuje. Wtedy wróciła do domu.
Po rywalizacji na temat wychowania z Lee i wiosennym przyjęciu u Renee, mąż Gabi dowiedział się przez zupełny przypadek od Bree, że jej syn zabił jego matkę. Wpadł we wściekłość ale wybaczył mu tylko dlatego, że był dzieckiem. Zakazał jednak Bree i Gabrielle kontaktowania się w jakiejkolwiek formie między sobą. Kobiety kilkukrotnie złamały ten zakaz co zauważył Carlos, przez włos Bree zostawiony na białym płaszczu Gabi. Kazał małżonce wybrać między nią a sąsiadką. Gabi wprowadziła się wraz z córkami do Bree. Wtedy o powodach śmierci babci dowiedziały się Juanita i Celia a w sprawę został nawet wmieszany detektyw Chuck Vance. Na szczęście Carlos umiejętnie oszukał go w tym co sam powiedział córkom. Bree zdecydowała, że nie może rozbijać rodziny przyjaciółki i Solisówny wróciły do swojego domu.
Wyjazd do Las Colinas sprowadził do Fairview Alejandra, domniemanie zmarłego ojczyma Gabi. Kobieta dowiedziała się o tym, że żyje i chciała go zabić ale się powstrzymała. W noc uczczenia powrotu rodziny Delfino na uliczkę, zakradł się do pustego domu Solisów i kłamiąc, że ma jej broń, chciał ją skrzywdzić. Carlos wrócił do domu i zabił mężczyznę świecznikiem. Bree, Susan i Lynette weszły do ich domu sprawdzić na jakim etapie są przygotowania ale, pod naciskiem Bree, zgodziły się ukryć zwłoki w skrzyni w salonie gdy reszta gości kroczyła już ulicą. To pogodziło Carlosa i rudowłosą sąsiadkę.

### Sezon 8
Czwórka kobiet i Carlos zakopali zwłoki w lesie. Zakopując ciało mieli zachować tajemnice na wieki. Miesiąc później Gabi musiała wspierać Carlosa w jego wyrzutach sumienia. Sprowadziła księdza Dugana (Sam McMurray), ale usłyszała, podsłuchując rozmowę męża i duchownego, że nie wie czy kiedykolwiek zazna spokoju wewnętrznego. Po tym jak Susan pochowała klasowego chomika, odwiedziła ją i kazała wziąć się w garść. Wraz z Bree pomogła też ukryć samochód Alejandra, który został zauważony przez Chucka Vance, ale ostatecznie został skradziony przez miejscowego złodzieja (Richard Keith). Stan psychiczny Carlosa przełożył się też na kryzys ich pożycia seksualnego. Solis wynajęła nawet striptizerkę Dakotę (Jillian Nelson) za namową przyjaciółek. Carlos był wściekły, że podzieliła się tym z dziewczynami i nigdy nie będzie już normalnie bo to co zrobił, będzie już z nim zawsze. Ona nie mogła mu pomóc, ale rozmowa z Susan, która też przeżywała śmierć mężczyzny, bardzo mu pomogła. Bree przyszła do Gabi z pierwszym listem dotyczącym szantażu. Latynoska kazała jej pozbyć się swojego chłopaka Chuckiem Vance. Była wściekła, gdy 24 godziny później nie zrobiła tego. Wykradła dla Bree paczkę z napisem "Bree Van de Kamp" z kieszeni marynarki detektywa. W niej był tylko pierścionek zaręczynowy co sprawiło ulgę przyjaciółkom, ale Bree i tak porzuciła detektywa zanim zadał jej ważne pytanie.
Po krótkiej wojnie z Daną (Beth Littleford), przewodniczącą rady rodziców w "Oak Ridge", Gabi stanęła na czele tej szkolnej organizacji. Kobiety były na nią złe bo latynoska była zarozumiała, egoistyczna oraz nie przestrzegała godzin spotkań. Dopiero gdy pijany Carlos przyjechał do szkoły by pomóc żonie z organizacją imprezy z okazji dnia nauczyciela i kobiety to zobaczyły (Jillian Armenante, Melissa Greenspan i Lindsey Stoddart), zmieniły do niej swe nastawienie. Zajęły się wszystkim i kazały Gabi zaopiekować się małżonkiem.
W Halloween Gabrielle, przy stojącej obok Juanicie, usłyszała od Bree o strasznej, lecz zawoalowanej treści. Ben Faulkner zamierzał zbudować dom dla najuboższych na grobie Alejandra. Starała się pomóc Bree w złapaniu zagrożonych wyginięciem żab i poprzez wypuszczenie je na teren budowy, wstrzymać ją. Te uciekły i dlatego zdecydowały się, wraz z Lynette, odkopać ciało. Na miejscu zastały pusty grób a w tym samym czasie Carlos zaczął nadużywać alkoholu.
Solisowie postanowili zapewnić bezpieczeństwo swym córkom poprzez zgodę Boba i Lee na bycie prawnym opiekunem. Próba ta nie za bardzo się udała, głównie z powodu Juanity, a żeby ją uspokoić, zaczęła z nią planować letnie wakacje.
Zwłoki ojczyma Gabi znaleźli pracownicy Bena, który szybko zgodził się je ukryć w innym miejscu na prośbę Bree. Sąsiadka powiedziała o tym przyjaciółkom, lecz Gabi wspomniała przy Susan i Lynette o dotychczas niewzmiankowanym liście z pogróżkami. Lynette i Susan zerwały przyjaźń z Bree, dlatego że ukrywała przed nimi tak istotne szczegóły. Bree spotkała się z Gabrielle, ale nie powiedziała Latynosce, że Chuck zaczął coraz bardziej dokopywać się do prawdy o losie ojczyma Gabi. Doszło do takiej sytuacji, że Bree wraz z Gabi musiały kupić obrazy Susan z galerii, przedstawiające je same nad szkieletem i ubrane w sukienki z czasu przyjęcia na cześć powrotu Susan, tuż po tym jak Chuck je zobaczył. Zrobiły to, ale Susan i Gabi potwierdziły zerwanie przyjaźni z Bree.
Stan Carlosa miał też wpływ na jego firmę w której Geoffrey (Jeremy Glazer) próbował podkraść klientów Carlosa. Jeden z nich (H. Richard Greene) gdy dowiedział się co dolega Carlosowi, przyjechał do jego domu i zaproponował mu miejsce odwykowe, w którym sam się leczył. Mężczyzna zgodził się na wyjazd do ośrodka.
Chuck Vance przesłuchał Gabrielle w sprawie Ramona Sanchez, bo takie były dane Alejandro po tym, jak zmienił dane. Aby zmylić Chucka, wkradła się też do ośrodka odwykowego, do Carlosa by upewnić go, że złożą identyczne zeznania odnoście Ramona. Powiedziała też Bree o tym co zrobił Chuck a sam detektyw przyjechał później do Gabi. Wyciągnął wnioski z jej przesłuchania i reakcji na zdjęcie, no i przywiózł kserokopię artykułu z gazety, sugerujący, że Ramon to jej ojczym, Alejandro Perez. Kazał jej wstawić się na przesłuchanie jutro o 10 rano. Gabi zadzwoniła do ośrodka ale usłyszała, że Carlos sam się wypisał i nie był w nastroju do rozmowy.
W nocy Chuck został potrącony ze skutkiem śmiertelnym a Gabi dowiedziała się tego z wiadomości w ośrodku. Sama sądziła, że mógł to zrobić jej mąż, dlatego wysondowała co policja wie od detektywa Murphy. Znalazła Carlosa w domu, ale jego auta nie było w garażu. Na pogrzebie Chucka, usłyszała od policjanta (Robert Reinis), że Carlos zamierzał się przyznać w nocy do winy, ale wezwanie o śmierci byłego chłopaka Bree przerwało mu to. W nocy Carlos usłyszał od żony, że zabije go i zostanie pochowany w lesie, jeśli jeszcze raz zrobi taki poważny krok bez porozumienia z nią.
Susan natomiast usłyszała od swej przyjaciółki, gdzie mieszkał Alejandro i tam też się ona udała. Carlos był natomiast cały czas w ośrodku, dlatego Gabi przejęła jego obowiązki. Udała się na niezbyt udane szkolenie do Lynette z podstaw biznesu. Pokłóciła się z sąsiadką co zakończyło katastrofą jej negocjacje z brytyjskimi partnerami. Lynette uświadomiła sobie, że nie znosi sprzeciwu a Gabi, że bez Carlosa musi dorosnąć i przestać się wyręczać innymi. Wizyta Susan w Oklahoma city doprowadziła natomiast do krótkich odwiedzin Claudii i Marisy Sanchez na Wisteria Lane.
Po tym zdarzeniu, Gabi otrzymała lekcje od Juanity, dotyczącą jej zauroczenia i tego, że ciągle była okłamywana, co zmusiło obie panie Solis do pojawienia się w ośrodku odwykowym u męża/ojca. Natomiast od Lynette usłyszała o tym, że Bree, dzięki nieświadomej zagrożenia Renee, ponownie popadła w alkoholizm. Przyszła wraz z Lynette i Susan do Bree by jej pomóc, ale w zamian Gabi usłyszała tylko od Bree, że chciała się zabić w motelu i sama była potrzebna jako organizatorka całej maskarady związanej z Alejandro. Odrzuciła pomoc dziewczyn a z dopiero Orson Hodge wyciągnął byłą żonę z otchłani picia i seksu na jedną noc.
W czasie gdy Gabi przyjęła chwilowo do siebie Roya Bendera, u Karen, jego żony, definitywnie wrócił rak. Gdy Carlos miał powrócić do domu, chciała pogodzić małżeństwo staruszków. Przez przypadek dowiedziała się o raku i mimo obietnicy złożonej Karen, powiedziała o tym Royowi, który wrócił do domu żony. Sama uświadomiła sobie jak Carlos jest dla niej ważny.
Bree zdołała tymczasem przejrzeć Orsona, który był nadawcą listów z szantażem i mordercą Chucka. Wyrzuciła go ze swego życia i pogodziła się z dziewczynami, którym wszystko przedłożyła. Natomiast Carlos, po powrocie do domu, zaczął powątpiewać w swą misję jako biznesmena. Zdecydował, że będzie pracował w pomocy społecznej. Gabi odciągała go od tego pomysłu bo sama też dużo wycierpiała, chociażby z powodu jego alkoholizmu. Postanowiła ratować rodzinę i teraz była jego pora by robił to samo.
Śmierć Mike’a tylko upewniła Carlosa w swej decyzji a Gabi zmusiła do poparcia męża. Sama zaczęła szukać pracy ale konsultantka (Molly Hagan) nie miała dla niej ofert. Dopiero szaleństwo zakupów w ekskluzywnym sklepie, po którym musiała zwrócić ubrania dało punkt zwrotny. Lazaro (Matt Winston), kierownik sklepu, zatrudnił Gabi jako osobistą asystentkę zakupów. W pracy, Gabi zaczęła uwodzić mężczyzn by nabywali z jej sklepu drogie przedmioty co powiększało jej prowizję. To spowodowało, że Carlos zaczął być zazdrosny o to, że żona utrzymuje dom i płaci rachunki.
Bree została aresztowana podczas wieczoru panieńskiego Renee Perry, zaręczonej z Benem. Carlos chciał powiedzieć wszystko policji na temat jego udziału w zbrodni. Sama Bree zwolniono do domu a dzięki rekomendacji Boba Huntera, wynajęła rekina wśród adwokatów, Tripa Westona. Gabi pozyskała natomiast męża dla pomysłu by niczego nie mówił policji. Po przygodzie z byłą klientką, Doris Hammond, Gabi przez przypadek wypowiedziała do Bree słowa "zabiłaś Alejandro", co doprowadziło Tripa do prawdziwej tożsamości zmarłego mężczyzny.
Nazajutrz miał rozpocząć się proces Bree. Lynette i Susan wyszły na nocną przechadzkę z powodu bezsenności. Gabi przez przypadek je zauważyła i kobiety oświadczyły jej, że przyznają się do tego co zrobiły. Gabi usiłowała do tego nie dopuścić, ale Lynette była zła na Gabi za to, że nie miała problemu ze snem. W sklepie Solis broniła Bree przed pomówieniami od dwóch plotkar (Victoria Kelleher i Casey Williams) i zeznała w sądzie na korzyść sąsiadki. Dopiero incydent w domu z córkami uświadomił jej jak źle jest zrzucać winę na kogoś innego. Pomimo procesu, czwórka przyjaciółek zaopiekowała się umierającą już Karen by w domu mogła dożyć swoich dni. Sama ukrywała też fakty w gazetach przed mężem. Gdy Lynette sądziła, że Tom chce ogłosić powrót do niej, Gabi zrobiła jej makijaż a podczas procesu była zła z innymi przyjaciółkami na Renee za jej zeznania. Trip wezwał Gabi ponownie na świadka w procesie, wbrew stanowisku Bree, przez co wszyscy zgromadzeni na sali usłyszeli kim naprawdę był Ramon Sanchez. Dopiero aktorskie omdlenie Bree przerwało ten publiczny wywiad. Wieczorem, podczas opieki nad wcale nie śpiącą Karen, Gabi powiedziała mężowi, że przyzna się, iż to ona zabiła swego ojczyma za to co jej zrobił. Ocali tym samym męża, dwukrotnego byłego więźnia, przed kolejnym wyrokiem. Carlos był przeciwny a nazajutrz Karen ubiegła Solisów i przyznała się sędzinie i ławie przysięgłych do nie popełnionej zbrodni. Carlos sam chciał zrobić to co słuszne, ale ochrona w sądzie zatrzymała go zanim wszedł do samego środka sądu, bo wszyła w płaszcz męża nóż, który wyczuł wykrywacz metali.
Karen, ze względu na chorobę i Bree zostały uniewinnione a tego samego wieczora Lynette i Tom, jakby z boku wydarzeń, wrócili do siebie. W domu Bree, gospodyni wyprawiła przyjęcie z tej okazji. Gabi otrzymała awans w pracy. Odtąd była kierownikiem obsługi kluczowych klientów. Zaczęła też stosować stare sztuczki męża sprzed lat, czyli ofiarowywanie drogich prezentów za brak uwagi. Carlos posłużył się fortelem i zatrudnił, w miejsce starego ogrodnika, seksowną Carmen (Roselyn Sánchez). Gabi była wściekła na męża a w międzyczasie pomogła Renee w przygotowaniach do samego ślubu. Gdy jej suknia została poplamiona wodami płodowymi Julie Mayer, zabrała przyszłą pannę młodą do swojego sklepu "Cumberly's", ale nie posiadała legitymacji pracownika. Dlatego ukradła suknię i buty. Musiały też udać się pieszo na miejsce ślubu bo Susan "pożyczyła" limuzynę by zawieść córkę do szpitala. Na weselu Solisowie porozmawiała z mężem. Wstydziła się tego co robiła z Johnem a Carlos, tego, że ją zaniedbał. Zatrudnił Carmen jako ostrzeżenie tego co się stało. Gabi zastanawiała się też dlaczego inne pary przechodzą śpiewająco swe małżeństwo. Carlos odpowiedział jej, że wolą tango.
W trakcie wesela Karen zmarła a Susan Delfino sprzedała swój dom tuż po ślubie Renee i Bena kobiecie o imieniu Jennifer. Sama zamieszkała z synem i wnuczką u Julie. Miesiąc później rodzina Scavo wyprowadziła się do Nowego Jorku z powodu oferty pracy, złożonej Lynette przez Katherine Mayfair. Gabrielle i Carlos Solis opuścili sąsiedztwo następnego roku. Zaraz po tym, gdy Carlos pomógł jej utworzyć oficjalną stronę jako doradcy do spraw ubioru, co doprowadziło do otrzymania przez Gabi jej autorskiego programu w telewizyjnej stacji modowej. Później kupili rezydencję w Kalifornii, gdzie długo i szczęśliwe kłócili się między sobą.

## Ciekawostki
- Na początku serii Gabi paliła papierosy[27]. Później w fabule, ani w retrospekcji, już tego nie pokazano.
- Gabi to pierwsza kobieta jaką widzimy w sekwencji otwierającej cały serial. Biegnie w różowym i puchatym dresie przed domem Mary Alice, z którego kobieta dopiero wychodzi.
- Latynoska zaczęła serial nie mając dzieci. Skończyła go, nie mając wnucząt.
- Małżeństwo Gabrielle i Victora trwało dokładnie 22 tygodnie, wedle słów ojca Crowley[38].
- Tylko Gabrielle nie ma pasierba:
  - Zachary Young jest pasierbem Susan,
  - Kayla Huntington, pasierbicą Lynette,
  - Sam Allen pasierbem dla Bree,
  - a Paige Dash pasierbicą dla Edie.
- Gdy Gabi miała słabe karty podczas pokera, od czasu powrotu Katherine w 2007 roku, pukała palcami w kieliszek. Susan z Bree i Lynette z czasem nauczyły się, że tak pokazuje, iż blefuje[39].
- Kobieta
  - nie znosi:
    - pikników[40],
    - pogrzebów[41],
    - kwiatu lilii bulkowatej, ze względu na uczulenie na nią[41],
    - mimów[42].
    - i ręcznej skrzyni biegów w samochodach, ponieważ nie potrafi jej obsługiwać[43].

  - Uwielbia za to:
    - tańczyć salsę[44],
    - pić merlota[44],
    - ssać miętówki[potrzebny przypis]
    - i białe orchidee[40].
- Latynoska ma grupę krwi 0[45] i nosi rozmiar XXS[46]. Gdy była zła, Carlos kupował jej słoneczniki by ją rozweselić[40] a gdy była chora, granatowe irysy[40].
- Eva Longoria w staraniach o rolę Gabriele pokonała Roselyn Sánchez i Laurę Harring. Otrzymała rolę przez zwykłą ignorancję. Otóż przyznała się twórcom na castingu, że przeczytała w scenariuszu tylko swoje kwestie[potrzebny przypis].
- Gabrielle jako jedyna z jedenastu tytułowych desperatek, aż cztery razy straciła dziecko:
  - Gdy spadła ze schodów a nazajutrz poroniła w pierwszym trymestrze ciąży[47],
  - Libby Collins odebrała Solisom swą biologiczna córkę Lily[48],
  - dziecko noszone w surogatce Xiao Mei okazało się nie ich i w dodatku czarnoskóre[49],
  - i gdy Carmen Sanchez wyjechała z ich biologiczną córką, Grace, do Teksasu[50].
- Gabi przeszła kiedyś operację nosa. Wiedział o tym tylko jej mąż, do czasu gdy Renee powiedziała o tym Lynette i Bree[24].

## Powiązane z postacią

### Alejandro Perez
Alejandro Perez, później Ramon Sanchez (Tony Plana) to nieżyjący ojczym Gabrielle i były drugi mąż Lucii Marquez.
Przeszłość

W 1991 roku odwiedził w nocy jej 15 − letnią córkę. Nazajutrz po tym co jej zrobił, Gabi uciekła z domu. Wiedziała, że Lucia nie uwierzyła w to co się stało. Pokrzywdzona Gabrielle nie zgłosiła tego co zrobił ojczym na policję. Mężczyzna następnie wyjechał z Las Colinas i prawdopodobnie sfabrykował własną śmierć, ponieważ Lucia została uznana za wdowę. Już oficjalnie jako Ramon Sanchez, Alejandro pojął za żonę Claudię, która miała już dwie córki. Jedną z nich była Marisa.
Sezon 7
Po stracie Grace Sanchez, Gabrielle udała się na terapię. Dowiedziała się, że jej problem jest głębszy i łączy się z jej dzieciństwem. Gabi obwiniała siebie, że nie obroniła Grace tak jak jej nikt nie obronił przed ojczymem. Udała się do Las Colinas, gdzie mieszkała z ojczymem by odczytać nad jego grobem list w którym pozbyła by się żalu. Zamiast tego zmierzyła się z zakonnicą Marthą (Jill Larson), która to przed laty – tak jak matka – nie uwierzyła Gabrielle. Alejandro, zwabiony tą wizytą, pojawił się w Fairview. Zaczął ją śledzić, przez co Gabi spotkała się z nim ze zdobytą legalnie przez siebie bronią w ręku. On wierzył, że zostawił swą przeszłość za sobą, a ona kazała mu wyjechać z miasta. Carlos umieścił broń w sejfie, a Alejandro pojawił się jeszcze raz w jej domu. Oszukał ją, że ma jej broń i gdy zaczął ją szarpać za dłonie, zjawił się Carlos i zabił go świecznikiem. W domu pojawiły się Bree, Lynette i Susan. Była żona Orsona stwierdziła, że nie dopuści by Carlos poszedł do więzienia. Zakryły plamę po krwi dywanikiem a ciało umieściły w skrzyni w salonie.
Sezon 8
Po zakończeniu przyjęcia na cześć powrotu Susan i Mike’a do Wisteria Lane, kobiety z Carlosem przewiozły zwłoki do lasu i tam je pochowały. Orson Hodge widział dawne sąsiadki jak wynosiły zwłoki, zza kierownicy swego samochodu. Ten od dłuższego czasu obserwował Bree. Telefon Alejandra zadzwonił gdy ten leżał już w wykopanym dole. To zdradzało, że ktoś go będzie szukać. Miesiąc później Gabi i Bree zdołały pozbyć się auta denata, Forda Focusa. Alejandro został zgłoszony, za osobę zaginioną. Jego akta trafiły na biurko detektywa Chucka Vance. Na kilka dni przed Halloween Bree dowiedziała się, że nad grobem Alejandra pojawi się budynek dla najbiedniejszych, który wybuduje Ben Faulkner. Jego robotnicy ubiegli Gabi i Bree, które chciały przenieść ciało do jeziora. Ben zlecił Mike’owi pozbycie się ciała a ten umieścił je pod betonowymi fundamentami przyszłego budynku. Susan namalowała pogrzeb Alejandra. Umieściła na nim cztery kobiety, ubrane tak jak ona i jej przyjaciółki w tamtą noc. Do tego szkielet na czerwonym tle i narzędzie zbrodni, świecznik. Vance widział obraz i rozpoczął śledztwo w tej sprawie. Został jednak poturbowany przez Orsona ze skutkiem śmiertelnym. Po nieudanej próbie pojednania byłego dentysty z Bree, Orson wysłał list do policjantów Murphy’ego i Heredia (Jose Zuniga). Sam zniknął z jej życia. Funkcjonariusze za to podjęli śledztwo. Wkrótce znaleźli ciało denata i je odkopali, co zakończyło się procesem. Wytoczonym przeciw Bree Van De Kamp. W jej obronę zaangażowano Tripa Weston, prawdziwego „rekina” w tego typu sprawach. Rozprawa sądowa, o której pisały wszystkie gazety w Fairview, zakończyła się niespodziewanie. Schorowana Karen McCluskey przyznała się do zamordowania Alejandra i wspomniała wątek molestowania Gabrielle. Doprowadziło to do uniewinnienia Bree i braku postawienia zarzutów przeciwko umierającej żonie Roya Bendera.

### Ashley Bukowski
Ashley Bukowski (Emily Christine) to sąsiadka Solisów, urodziła się w 1995 roku.
Sezon 1
Była świadkiem jak John i Gabi całowali się w jej domu. Potem Latynoska odkryła kim jest dziewczynka i chciała się z nią zaprzyjaźnić. Przekonywała ją, że są różne rodzaje pocałunków. Kupiła jej nawet lalkę, ale Bukowski zażądała roweru. Gabi musiała ją nauczyć jeździć na nim. Ashley żyje ze swoją matką Sheilą (Nealla Gordon). Po jakimś czasie pojawiła się ponownie, mijając tylko dom Gabi na rowerze, który od niej dostała.

### Bill Pearce
Bill Pearce (Mark Deklin) to wdowiec i ojciec Amy (Juliette Goglia), jednej z jej podopiecznych w szkoleniu na „miss śnieżynka 2007”.
Sezon 3
Amy straciła matkę. Rok później próbowała zeswatać swego ojca z matką Sherri Maltby (Chloë Moretz) przez co zostałyby przyrodnimi siostrami. Gabi jedynie przeszkadzała by tym zamierzeniom. Eks-modelka zaproponowała Sherri wspólny występ z Amy. Dziewczynka stwierdziła, że Amy jest kiepska i obie pokłóciły się a Gabi miała wolną rękę z Billem. Carlos naśmiewał się z nich gdy zobaczył jak Bill zorganizował dla Gabi piknik, których to nienawidziła. Sądziła też, że były mąż sabotuje jej nowy związek gdyż znalazła kwiaty na werandzie. Wykpił ją, że jest nudny skoro do niego przyszła i nie on je przysłał. Gdy Bill zobaczył jak bardzo Gabi jest zdesperowana by znaleźć dane nadawcy − zamknęła kwiaciarkę (Myra Turley) w chłodni by przejrzeć listę klientów − zerwał z nią.

### Carmen i Hector Sanchez
Carmen Sanchez (Carla Jiminez) i Hector Sanchez (Rolando Molinda) to biologiczni rodzice Juanity oraz nielegalni imigranci. Nie są spokrewnieni/spowinowaceni z Claudią czy Marisą Sanchez.
Sezon 7
Sześć i pół roku po urodzeniu córki, rodzina Sanchezów została odszukana przez znajomego prawnika Boba Huntera. Wychowała małą Grace na posłuszną oraz skromną dziewczynkę. Hector zgodził się też by nic nie mówić dziewczynkom a spotkania miały się odbywać raz w miesiącu. Carmen nie chciała później przyjąć torebki Chanel dla Grace od Gabi. Carmen z mężem i Grace zostali zaproszeni do Solisów na tradycyjny obiad w Święto Dziękczynienia. Hector został jednak aresztowany z powodu Gabrielle, która wymusiła na nim jazdę nie tym pasem, przez co policjanci wręczyli im karę oraz przebadały jego przeszłość. Skierowano do deportacji. Miała lecieć samolotem do rodziny w Teksasie. Carmen uległa jednak namowom Gabi by zamieszkali chwilowo u nich. Anonimowy telefon zgłosił jednak Carmen do urzędu, ale Gabi zobaczyła jak Grace jest przywiązana do Carmen i sama się za nią podała. Nazajutrz Gabi i Carmen z Grace pożegnały się. Hector zatrzymał się u kuzyna w mieście Sabinas, w Meksyku. Później miał dołączyć do Grace i Carmen w Teksasie

### Charlotte
Panna Charlotte (Stephanie Faracy) to kobieta, która prowadziła w Fairview sklep z drogimi porcelanowymi lalkami, którzy ludzie mogli adoptować. Sama posiadała lalkę, „panią Humphries” z Ohio. Według niej prowadziła sklep muzyczny oraz uczyła gry na fortepianie a pomimo tego, zawsze na nią czeka. Zastąpiła jej zmarłą siostrę i służyła jako terapię na tę stratę.
Sezon 7
Gabi zaadoptowała jedną z lalek po stracie Grace i traktowała ją − po konieczności usunięcia wszystkiego co przypominało by Grace − jako specjalnego członka rodziny. Juanita i Celia odkryły istnienie lalki Gabrielle. Kobieta nakrzyczała na dziewczynki, a Bree skłamała, że to prezent dla Jenny Hunter-McDermott. Charlotte naprawiła ją i zwierzyła się, że sama też ma lalkę, którą traktuje specjalnie. Krótko potem Solisów okradziono z auta i zapiętej w fotelik lalki.

### Ellie Leonard
Ellie Leonard (Justine Bateman) to nieżyjąca była lokatorka w domu Solis. Gdy miała 13 lat, ojciec nakrył jej matkę na romansie i przez to od nich odszedł.
Sezon 4
Gabi z Carlosem byli biedni po śmierci Victora i przejściu tornada. Musieli wynająć jeden z pokoi w swoim domu. Ellie przedstawiła im się jako studentka historii sztuki a później, gdy Gabi podejrzewała ją o bycie prostytutką, jako tatuażystka. Była dilerką narkotyków, która przechowywała olbrzymie zyski w pluszowym misiu. Gabielle przez przypadek − alarm przeciwpożarowy aktywowany przez kadzidełka w jej pokoju − odkryła paczki z narkotykami pod łóżkiem. Na policji powiedziano im, że służba pozwalała działać Ellie do czasu gdy schwytają jej szefa. Policjant (Billy Gardell) założył nawet podsłuch w jej pokoju, a Gabi udała, że ma z nim z nim romans gdy Leonard ich nakryła w pokoju. Lokatorka zwierzyła się Gabi ze swej przeszłości bo nie chciała by zdradzała Carlosa. Tymczasem Gabi zauważyła policjantów w oknie i kazała kobiecie uciekać. Ellie zażądała zwrotu misia a Gabi odkryła co w nim jest. Włamała się do domu, by je odzyskać. Panie poszarpały się, Gabi wybiegła i zawołała policję, a Ellie uciekła. Trafiła do domu Katherine Mayfair, gdzie Wayne Davis zabił ją z rewolweru.
Sezon 8
Postać pojawiła się milcząco jeszcze raz na Wisteria Lane, ubrana w biel. Była jednym z duchów obserwujących Susan Delfino, gdy opuszczała Wisteria Lane wraz z dziećmi i wnuczką, by rozpocząć nowy rozdział w życiu poza uliczką.

### Eugene Beale
Eugene Beale (John Kapelos) to pośrednik agencji adopcyjnej.
Sezon 2
Otrzymał 20 000 dolarów jako dowód desperacji Solisów w zdobyciu dziecka. Zorganizował im spotkanie z Deanne (Jennie Lee Vaughn Campbell), niesamowicie brzydką kobietą, która zgodziła się oddać im swego potomka. Gabi odmówiła zarówno w tej sprawie jak i po tym, gdy Eugene pokazał jej zdjęcia innych nieatrakcyjnych ciężarnych kobiet. Jako ostatnią, przedstawił im Libby Collins. Po tym jak dowiedział się, że Libby dostała pieniądze od nich, podsunął im dokument o zrzeczeniu się praw rodzicielskich. Mieli go wręczyć Frankowi, który uważał się za ojca dziecka Libby.

### Frank Helm
Frank Helm (Eddie McClintock) to ojczym Lily Collins i brat Dale’a (Sam Horrigan), ojca dziewczynki.
Sezon 2
Carlos i Gabrielle obdarowali Libby prezentami i w barze poznali jej chłopaka, Franka. Podał się on za ojca dziecka. Podsunęli mu dokument o zrzeczeniu się praw do dziecka, a Libby wyznała, że ktoś inny jest ojcem. W szpitalu dowiedział się, że jest nim Dale. Sąd tymczasowo przyznał opiekę nad Lily, Gabrielle i Carlosowi, do czasu aż biologiczny ojciec zrzeknie się swoich praw. Frank zachęcał Dale’a do porwania córeczki, ale Carlos go powstrzymał. Przekonał więc Libby by zmieniła zdanie i służby odebrały córkę Solisom. Dziewczyna postanowiła wraz z Frankiem założyć rodzinę oraz być rodzicami dla Lily. Frank znalazł pracę w fabryce.

### Grace Sanchez
Grace Sanchez (Cecilia Balagot) to córka Gabrielle i Carlosa Solis. Urodziła się w 2009 roku. Niemal od razu po narodzinach została zamieniona z córką nielegalnych imigrantów Carmen i Hectora Sanchez, Juanitą. Zrobiła to pielęgniarka Teresa Pruitt (Patty McCormack), która sama nadużywała alkoholu. Grace jest lustrzanym odbiciem młodej Gabi, pod względem wyczucia mody, jak i szczupłej sylwetki.
Sezon 7
Rodzinę dziewczynki odszukał prawnik, Bob Hunter. Carlos po jej zachowaniu wiedział, że jest to miniwersja Gabrielle. Gabi podarowała jej wisiorek i markową torebkę. Niewtajemniczona Juanita zwróciła prezent matce. Grace została przytulona przez Gabi co zauważyła Juanita przez co obcięła jej włosy z zazdrości. Sanchezowie zostali zaproszeni przez Solisów do siebie na Święto Dziękczynienia, lecz musieli uciekać. Aresztowano Hectora, dlatego Grace i Carmen same musiały się ukryć. Grace z racji urodzenia, była już amerykańską obywatelką. Gabrielle zaczęła obmyślać plan jak zatrzymać dziewczynkę. Grace opuściła miasto wraz z Carmen. Wyjechała do kuzynostwa w Teksasie. Gabi pożegnała ją ze łzami.

### Helen Rowland
Helen Rowland (Kathryn Harrold) to matka Johna. Trenowała drużynę piłkarską swej córki oraz pracowała w urzędzie zajmującym się adopcją dzieci.
Sezon 1
Helen usłyszała od Justina, że jej syn spotyka się z gospodynią domową. Sama uczestniczyła w pokazie mody, zrealizowanym by wesprzeć pielęgniarki w lokalnym szpitalu. Z samochodu widziała jak syn rozmawiał z Susan, więc tuż przed pokazem rozdarła jej sukienkę i kazała się jej trzymać z dala od swojego syna. Gabi przyjechała pod jej dom i wyjawiła prawdę Helen a ta uznała, że to nie koniec Helen nie zadzwoniła na policję, ale po jakimś czasie przyjechała do Gabi z mężem Bobem (Mark Harelik). John tydzień wcześniej skończył 18 lat i wyprowadził się. Zrezygnował ze stypendium i porzucił myśl o college’u by etatowo kosić trawniki. Jego rodzice żądali od Gabi by zmieniła jego decyzję. Helen zagroziła jej policją, by wpłynęła na syna. Wieczorem Helen przyjechała do Gabi i Latynoska obiecała, że odda pierścionek jej babci. Bob kazał żonie iść do samochodu i podziękował Gabi za wszystko. John wrócił do domu rodziców.
Sezon 2
Rok później, gdy Gabi z Carlosem chcieli zaadoptować dziecko, Helen głośno wyjawiła grzeszki z ich przeszłości swej koleżance (Deborah Theaker) z państwowej placówki adopcyjnej. Uniemożliwiła tym samym Solisom legalne starania o dziecko.

### John Rowland
Jonathan "John" Rowland (Jesse Metcalfe) to były kochanek Gabrielle z czasów jej pierwszego małżeństwa z Carlosem oraz ich były ogrodnik.
Przeszłość
Urodził się w 1988 roku. W 2004 roku, kilka miesięcy przed niespodziewanym samobójstwem Mary Alice, Gabrielle ostro pokłóciła się z mężem o jego pracę. Zauważyła 16-letniego Johna, którego uwiodła w garażu. Przestał być prawiczkiem, przez co wygrał zakład ze znajomym. Natomiast ona zaznaczyła, że był to jeden raz. Zrobiła to ze złości na Carlosa, która dzięki młodemu ogrodnikowi jej minęła. Według niego miała prawo do tego, bo pan Solis także może romansować. Gabi zaprzeczyła bo całkowicie ufała mężowi. Wiedziała, że on seksem okazuje miłość zamiast wysłuchać i rozmawiać czy poświęcać czas jej, swej żonie.
Sezon 1
Związek z Johnem był dla Gabrielle burzliwy. Skosiła za niego trawnik, gdy Carlos zauważył, że jest zaniedbany. Urwała się z bankietu na którym była z mężem by to zrobić, po czym wróciła niezauważona na miejsce. Gdy Carlos przyjechał pod dom przedwcześnie, wybiegli z wanny a sama ubrała ręczniki. Zakryła spodenki Johna na sofie a ogrodnik pojawił się w oknie, z gołą pupą, powiedzieć Carlosowi, ze zajmie się fikusem. Udała się do jego domu i ustaliła zasady, że praca musiała być wykonana i nie mogli uprawiać seksu w jej domu. Kochali się na łóżku Johna a po wszystkim, John wręczył jej różę bez skazy, taką jak ona. Dostrzegła, że chłopak się w niej zakochał. Carlos podarował jej nowy sportowy samochód a Gabi skłamała, że też się cieszy, na oczach Johna. Ashley Bukowski widziała jak się całowali i byli wieczorem, gdy Jonathan Lisco spóźnił się by naprawić telewizję kablową. Podczas próby naprawy poślizgnął się na wodzie i uszkodził kark. Nazajutrz Carlos znalazł męską skarpetkę pod łóżkiem Gabi, zgubioną przez Johna. Gabi kupiła chłopakowi sandały. Carlos wiedział, że ogrodnik pracował do 17:00 i uznał, że Lisco był w domu przez cztery godziny. Wtedy John sprostował, że go nie widział. Spytany przez Carlosa czy Gabi błagała go by skłamał, nie chciał się wtrącać. Carlos mu podziękował i poszedł. Sprowadził za to swą matkę Juanitę „Mamę” Solis by śledziła synową. John był wściekły gdy Gabi nie pojawiła się w motelu ale spotkała się z nim po tym, gdy wmieszała teściową w kradzież sukienek. Na wyprzedaży przedmiotów w domu Young, John usłyszał rozmowę Carlosa z matką, że muszą wykluczyć tych mężczyzn z którymi Gabrielle otwarcie rozmawia. John i Danielle Van De Kamp wstąpili do klubu abstynentów, co zszokowało Gabrielle. Ta nie chciała z rezygnować z kochanka i gdy odkryła sekret Juanity związany z hazardem, spotkała się z ogrodnikiem a ją zostawiła w kasynie. Następnego dnia niezręcznie minęli się a Juanita to zauważyła. Gabi planowała spotkać się z nim w motelu, ale powiedział jej, że spotka się z Danielle i nie podoba mu się, że ona ma męża. Juanita wykonała jeszcze raz połączenie do niego. Odebrał, ale się nie odezwała. Był wściekły, gdy Gabi usiłowała pozbyć się Danielle przez wysłanie jej do szkoły modelek w Nowym Jorku. Obiecała mu piękne pożegnanie ich romansu, co podsłuchała Juanita. Matka Carlosa w końcu nakryła ich razem w łóżku syna. John chciał wyrwać jej aparat, ale powaliła go na ziemię. Potrąciło ją auto, przez co zapadła w śpiączkę. Gabi kazała ogrodnikowi zniknąć a sama zabrała aparat. Rowland odwiedził ich w szpitalu i miał poczucie winy, przez co udał się na pełną spowiedź do księdza Crowley. Chłopak zakończył romans i związał się z Danielle. Helen Rowland wysłała syna by pomógł Gabrielle z jej pokazem mody. Susan zauważyła pod stołem jak ona masuje jego krocze stopą. Sama powiedziała chłopakowi, że ten związek nie ma szans. Zmusiła też Gabi do wyznania prawdy matce Johna o swoim zakończonym związku z jej synem. Później wymogła na niej by porzucił swoje plany kariery w ogrodnictwie i porzuceniu studiów. Wrócił do ich domu rodzinnego po krótkim pobycie na stancji. Bree Van De Kamp wymusiła natomiast na Johnie by brutalnie zerwał z Danielle, skoro nie chce ofiarowanego mu przez nią dziewictwa. Po śmierci Juanity w szpitalu, doszło między Solisami do poważnego konfliktu przez co Gabrielle ponownie udała się do Johna by się z nim przespać. Carlos anulował też jej karty kredytowe, więc John oddał jej swoją, ale została zablokowana przez jego matkę. Gabi zrobiła test ciążowy i odkryła, że jest pozytywny. Powiedziała Johnowi o tym i kazała mu zapomnieć o ich romansie. W końcu chciał wyznać Carlosowi, że możne być ojcem dziecka, ale Gabrielle rzuciła mu w twarz salsę i przekonała by tego nie robił bo tylko on utrzyma dziecko. Gabi odkryła, że to mąż a nie teściowa stał za zamianą jej leków antykoncepcyjnych i udała się do Justina. Carlos pobił go i został aresztowany za agresję przeciwko gejom. Podczas rozprawy John przyznał mu się z kim sypiała Gabrielle. Ten rzucił się w jego kierunku, przewracając po drodze Justina i krzyczał, że go zabije.
Sezon 2
Carlosa zamknięto w areszcie a John próbował wprowadzić się do Gabrielle. Ta przestała go lubić od czasu incydentu w sali sądowej i wyrzuciła jego rzeczy. Tęskniła jednak za Johnem, do czasu gdy nakryła go jak sypia z inną gospodynią, 41-letnią Joan (Rende Rae Norman). Wycięła wszystkie kwiaty przed domem kobiety. Gabrielle nie mogła zrozumieć jak John mógł tak szybko związać się z kobietą. Biorąc pod uwagę ich wspólną „głupotę” to dobrze, że między nimi wszystko się skończyło.
Sezon 3
John stał się majętnym przedsiębiorcą przez swoją firmę ogrodniczą. Zaręczył się z Tammy Sinclair (Michelle Pierce), córką właściciela sieci hoteli. Mimo to przespał się ponownie z Gabrielle, która była w trakcie rozwodu z Carlosem, o czym Tammy, która przyszła do jego pokoju, się nie dowiedziała. Mężczyzna wyprowadził Gabrielle w walizce, z której sama się wydostała. Nazajutrz zaproponowała by kontynuowali swój romans, ale John odmówił bo nie chciał zniszczyć swojego małżeństwa. Pożegnał się z nią a później Gabi wspomniała w rozmowie z Edie Britt, że Rowland zdążył już się ożenić.
Sezon 4
Gabrielle wyszła za mąż za Victora Langa, ale jednocześnie zaczęła romans z pierwszym mężem, Carlosem. Spotkała ponownie Johna z jego żoną, będącą w zaawansowanej ciąży. Carlos ukrył się w szafie gdy przyszedł Rowland, który to teraz był gotowy na ponowny romans i chciał ją odzyskać. Tym razem Gabi odmówiła. Solis słyszał to i później sam przyszedł do niego z informacją, że mu wybaczył, skoro sam nie chciał być jak John.
Sezon 6
John rozwiódł się i w ramach ugody, odziedziczył część hotelowego spadku Tammy. Otworzył restaurację, w której spotkał Solisów. Zatrudnił Anę Solis. Dziewczyna chciała się z nim przespać, ale ten pragnął poprzez nią ponownie zbliżyć się do Gabrielle. Ana odkryła ich przeszłość, ale Gabi przekonała swą kuzynkę II stopnia by nie mówiła tego Carlosowi. Sama zwolniła się z pracy w restauracji.

### Jonathan Lisco
Jonathan Lisco (John Haymes Newton) to monter kablówki i homoseksualista.
Sezon 1
Spóźnił się z naprawą instalacji sieci kablowej w domu Solisów o trzy godziny. John Rowland sądził, że to Carlos i oboje wyszli z wanny, chlapiąc wodą na posadzkę. Instalator zaczął pracę i poślizgnął się. Doznał wstrząsu mózgu lub nadwerężył kręgosłup, bo gdy Carlos przyjechał, zabierano go właśnie na noszach, z kołnierzem ortopedycznym na szyi. Mąż Gabi zaczął podejrzewać, że ma romans, skoro woda w wannie była jeszcze ciepła i pełna piany, a w łazience unosił się zapach od świeczek. Po znalezieniu męskiej skarpetki pod łóżkiem i rozmowie z Johnem, Carlos pobił Lisco w jego domu. Rozejrzał się po jego mieszkaniu i nasunęło mu to myśl, że mężczyzna jest gejem. Osłupiony Carlos rzekł do niego, iż pobił go bo jest gejem, po czym wyszedł. Niemal rok później mężczyzna był obecny, jako świadek, na procesie Carlosa w sprawie pobicia Justina.

### Libby Collins
Libby Collins Helm (Nichole Hiltz) chciała oddać Solisom swą córkę do adopcji.
Sezon 2
Była striptizerką w lokalnym klubie. Podczas trzeciego trymestru ciąży została przedstawiona Carlosowi i Gabrielle Solis przez Eugene’a Beale. Piękną blondynkę najbardziej interesowały pieniądze. Bardzo się spodobała Solisom od strony fizycznej. Collins odrzuciła ofertę Gabrielle i Carlosa, bo byli Meksykanami, ale Gabrielle stwierdziła, że będzie miała jej dziecko. Udała się do baru by porozmawiać z Libby. Dała jej swój diamentowy wisiorek i przekonała się, że Libby jest obojętne to jakiego są pochodzenia. Chciała z nich wycisnąć prezenty i uważała, że powinni to zrobić bez wiedzy prawnika. Okłamała Solisów o tym, kto był ojcem jej dziecka. Libby zaczęła rodzić i Carlos z Gabrielle pojechali do szpitala. Pijany Frank Helm także przyszedł do placówki i dowiedział się, że to jego brat Dale (Sam Horrigan) jest biologicznym ojcem dziewczynki. Libby, po dwóch tygodniach od narodzin, córki zmieniła zdanie co do adopcji. Odebrała swoje dziecko Solisom, a Frank znalazł pracę w fabryce i adoptował Lily.

### Lily Collins
Lily Collins Helm (Faith lub Hope Dever) to córka Dale’a Helma i Libby Collins. Adoptowana przez Gabi i Carlosa. Odebrana następnie im, przez biologiczną matkę.

### Lucia Marquez
Lucia Marquez lub Lucia Marquez−Perez (Maria Conchita Alonso) to matka Gabrielle, urodzona w 1955 roku. Pierwszy mąż Lucii i ojciec Gabrielle zmarł na raka w 1981 roku, gdy Gabi miała 5 lat. W 1991 roku drugi mąż Lucii, Alejandro Perez odwiedził w nocy jej 15 − letnią córkę. Nazajutrz po tym co jej zrobił, Gabi uciekła z domu. Wiedziała, że Lucia nie uwierzyła w to co się stało. Alejandro natomiast uciekł z miasta i prawdopodobnie zainscenizował własną śmierć lub zrobił to po podpisanym rozwodzie bo sam ożenił się po raz drugi. Gabrielle wierzyła natomiast przez 25 lat od ucieczki z domu, że jej ojczym zmarł.
Sezon 2
Piętnaście lat później Charles − kolejny chłopak Lucii − rzucił ją. Dlatego przyjechała do swojej córki, na Wisteria Lane. Lucia miała świadomość tego, że nie ma się gdzie zatrzymać i podrzuciła im pomysł zostania ich surogatką. Gabi odrzuciła jej ofertę, w przeciwieństwie do Carlosa. W końcu Gabi wyrzuciła matkę z domu do hotelu. Carlos pojechał do teściowej. Gdy sam usłyszał od niej, że „Gabi rozkochała w sobie Alejandra” zrozumiał dlaczego jego żona nienawidzi własnej matki. Dlatego też odrzucił ofertę teściowej.

### Maria Scott
Maria Scott (Ion Overman) to żona Bradleya, współpracownika Carlosa.
Sezon 5
Maria była bogatą żoną i matką dwójki dzieci Bradleya, ale czuła się nieszczęśliwa w małżeństwie. Podczas wspólnej kolacji z Solisami zażądała rozwodu od męża. Ten zatrudnił Carlosa i poświęcił więcej czasu żonie. Udali się na terapię małżeńską i zakończyli rok przerwy od pożycia małżeńskiego. Maria znowu była szczęśliwa i chciała kupić prezent dla męża za to co zrobił. Udała się po poradę do Gabrielle, a później ogłosiła Solisom, ze chce by zostali rodzicami jej przyszłego dziecka, gdyż zaszła w ciążę. Ten etap zakończył się, gdy Bradley wyznał jej, że ma romans z fryzjerką, Shaylą Grove (Megan Hilty). Po słowach, że zakochał się i wreszcie wie co to miłość, Maria wzięła kuchenny nóż i wbiła go w plecy męża, przez co wykrwawił się. Zadzwoniła do Gabrielle, która przyjechała z Carlosem. Zaopiekowali się nią do czasu gdy przyjechała policja, po którą sami zadzwonili.

### Milton Lang
Milton Lang (Mike Farrell) to ojciec Victora, żydowskiego pochodzenia, wart kilkaset milionów dolarów.
Sezon 3
Na trzy dni przed ślubem Gabrielle z jego synem, naciskał na Victora by wystartował jako kandydat na gubernatora Eagle State. Gabi kategorycznie się sprzeciwiła i zerwała zaręczyny gdy zobaczyła, że naprawdę się do tego przygotowuje. Nazajutrz, wcześnie rano, Milton bez wiedzy syna przekonał Gabi do powrotu. Powiedział, że był wymagającym ojcem, ale skłamał, że Victor odrzuci 80 000 000 dolarów jeżeli jej nie odzyska. Milton dopiął swego. Był obecny na ślubie, ale nieco później, Gabi podsłuchała rozmowę męża z teściem na temat ich małżeństwa jako inwestycji politycznej oraz planach jego kampanii stanowej.
Sezon 4
Ponownie zjawił się, gdy małżeństwo Victora chciała zakończyć synowa. Odsłuchał wiadomość Gabi o jej odejściu. Przyjechał z Waszyngtonu i zaproponował jej dużą sumę dolarów by została z nim, ale tylko na kolejne 13 miesięcy. Datował czek na następny rok. Na pogrzebie syna oznajmił Gabi, że nic nie otrzyma z testamentu Victora bo on wszystko przepisał na ojca. Gabi wyszła z kościoła bo inaczej opowiedział by wszystkim zgromadzonym o jej zdradzie.

### Ojciec Crowley
Ojciec Crowley (Jeff Doucette) to ksiądz lokalnego kościoła katolickiego.
Sezon 1
Duchowny wyspowiadał Johna Rowlanda z jego romansu z Gabi. Następnie w szpitalu, przy Juanicie pogrążonej w śpiączce, chciał wymusić na Gabrielle żal za grzechy. Po śmierci matki Carlosa, prowadził jej pogrzeb. Był spowiednikiem Gabi, kiedy ta wyznała mu, że jest w ciąży, ale nie wiedziała czy z Johnem, czy mężem.
Sezon 2
Gabrielle skłamała mu, że Carlos i siostra Mary Bernard mają romans. Opowiedziała mu o listach "miłosnych" z więzienia, spotkaniach w cztery oczy na "tematy biblijne" oraz o nocnym wymawianiu imienia zakonnicy. Doprowadził do wysłania jej na Alaskę, ku uciesze Latynoski, ale też do deklaracji wobec męża, że chce mieć dzieci. Po tym jak Xiao Mei uwolniono przez FBI od przetrzymującej ją Maxime Bennet (Jane Lynch), ojciec Crowley powiedział Solisom, że Chinka zostanie u nich. Dopóki Kościół nie zorganizuje jej przejazdu do Chin, do czego ostatecznie nie doszło, bo Xiao Mei zapragnęła służyć Gabrielle.
Sezon 4
Po śmierci drugiego męża Gabrielle, ksiądz udzielił ponownego ślubu Carlosowi z Gabi w sali szpitala, gdzie leżał niewidomy Solis.
Sezon 5
Gabi chciała, by Juanita, jej córka, pracowała w jadłodajni dla ubogich. Ojciec Crowley był tam wolontariuszem, dlatego spełnił tę prośbę.
Sezon 6
Gabi zaoferowała większy zastrzyk gotówki na kościół, w zamian za wpisanie Juanity na czoło listy oczekujących na przyjęcie do szkoły katolickiej. Ksiądz się zgodził, ponieważ jedna rodzina miała wyjechać. Ci byli pracownikami w firmie Carlosa. Ten miał ich wysłać do Miami. Scavo dyskretnie przekonali ich do odrzucenia oferty, więc ich dziecko zostało w szkole, a Gabi dyskretnie zabrała czek z kieszeni księdza. Nieco później Crowley prowadził pogrzeb Karla Mayera, dając nadzieję innym mieszkańcom Wisteria Lane, zgromadzonym na uroczystości.

### Pan Steinberg
Pan Steinberg (Mark L. Taylor) to dyrektor szpitala w Fairview.
Sezon 1
Ruth Ann Heisel została przez niego dyskretnie poinstruowana by nie przekazywał Gabrielle okoliczności śmierci Juanity „Mamy” Solis. Później ofiarował Solisom nieco ponad półtora miliona dolarów jako odszkodowanie od szpitala za niewłaściwą opiekę nad zmarłą. W zamian oni nie mieli wyciągać dodatkowych opłat. Gabi zgodziła się, ale nic nie powiedziała mężowi. Ten i tak dowiedział się o jej decyzji, ponieważ Steinberg przyjechał do ich domu.

### Ralph
Ralph (Alejandro Patino) to nieżyjący, drugi ogrodnik Solisów. Był nieco otyły, około 50 lat, żonaty z kobietą o imieniu Bonita.
Sezon 2
Razem z Luisem (Albert Garcia), drugim ogrodnikiem, pomogli ciężarnej Gabrielle wbić się w starą sukienkę, która i tak się rozpruła. Bree powiedziała Lynette o romansie Gabi. Lynette z niesmakiem sądziła, że chodzi o Ralpha. Mężczyzna miał problem z erotyką i naprowadził pracodawczynie na Scotta Tollman, który rozprowadzał jej nagie zdjęcia. Carlos chciał by zapłaciła za własne grzechy, ale gdy rozebrała się na werandzie, Ralph uciął palec Luisowi kosiarką od żywopłotu. Gdy Xiao Mei zaczęła pracować u Solisów, zadurzył się w niej. Carlos miał sprzątać autostradę w ramach zwolnienia warunkowego. Zapłacił Ralphowi by udawał go, a ten zginął podczas wykonywania tego zadania.

### Samantha Lang
Samantha Lang (Callen Cates) to pierwsza żona Victora. Traktował ją jak kochankę, odwiedzając kiedy chciał, w wielkim domu, dając jej „kieszonkowe”. Zawsze była przy Victorze, gdy on ją potrzebował a gdy była nieszczęśliwa, kupowała ładną sukienkę. Dzięki temu dorobiła się olbrzymiej garderoby. Rozwiodła się z nim zanim on zaczął ubiegać się o stanowisko burmistrza Fairview. W trakcie przeprowadzania się do swojego nowego domu, zostawiła swoje stroje w domu byłego męża, gdyż jej garderoba była jeszcze nie gotowa.
Sezon 3
Spotkała Gabrielle na jednym z wieców wyborczych Victora w jednej ze swych sukienek. Zagroziła użyciem pieprzu w sprayu jeśli jej nie zdejmie. Gabi uległa i pozostała naga w łazience dla kobiet a Victorowi podbiła oko. W końcu opróżniła szafy u ex-męża, zostawiając skradzioną kreację.

### Scott Tollman
Scott Tollman (Robert Cicchini) to fotograf i były chłopak Gabrielle. Stanowili parę do momentu gdy Carlos oświadczył się i ożenił z Gabrielle za jej zgodą. Tollman nigdy się z tym nie pogodził i obiecał nawet zemstę za to.
Sezon 2
Dwa i pół roku później zamieścił w internecie jej nagie zdjęcia, gdy jest ubrana tylko w czapkę świętego Mikołaja. Carlos rozważał przez chwile powiadomienie prawników, ale Gabi dała mu te zdjęcia w prezencie. Sama podsunęła mu myśl by go nastraszył, skoro Tollman wedle niej był tchórzem. Carlos odmówił bo wciąż uczył się panowania nad gniewem. Dopiero jej naga sesja na Wisteria Lane wymusiła na nim działanie. Spotkał się z fotografem i ten oddał odbitki z negatywami bo i tak nie przynosiły zysku. Taka uroda nie sprawdzała się w internecie. Gdy Carlos usłyszał, że jego żona nie jest fantazją seksualną bo np. nie ma „krągłości”, wyrzucił fotografa przez okno budynku gdzie pracował.

### Vern
Vern (Alec Mapa) to były stylista Gabi.
Sezon 2
Vern pomógł jej dobrać kreacje na spotkanie po latach z jej koleżankami modelkami. Była w ciąży, dlatego zasugerował by kupiła większą. To ją oburzyło oświadczyła, że podda się głodówce byle tylko ubrać wybraną suknię. Vern uznał, że Gabi naprawdę zasługuje na tę kreację.
Sezon 3
Vern otworzył nowy interes. Była to firma konsultingowa dla uczestniczek konkursów piękności „Beauty by Vern”. Trenował małe dziewczynki na konkurs Miss Płatków Śniegu. Było to zajęcie opłacalne i czasochłonne. Chciał by Gabi się z nimi spotkała i dała im jakieś wskazówki. Gabi zaczęło się to podobać. Mimo olbrzymiej wpadki jaką było przywołanie kilku przykładów jak się ekstremalnie odchudzić, matki ją zaakceptowały w zamian za specyfik odchudzający ze Szwajcarii. Była modelka uważała, że wraz z Vernem muszą wyrzucić Amy Pearce (Juliette Goglia), bo dziewczynka obniżała im poziom. Przyjaciele poszli powiedzieć o tym ojcu Amy, owdowiałemu Billowi. Był bardzo przystojnym mężczyzną i Gabi oniemiała na jego widok. Ku zaskoczeniu Verna, oznajmiła Billowi, że Amy potrzebuje korepetycji dlatego ona pojawi się u nich. Wysiłek jaki obydwoje włożyli w szkolenie opłacił się, ponieważ wygrała go ich podopieczna, Sherri Maltby (Chloë Moretz). Vern zabrał ją do fotoreporterów i nauczył, by mówiła im, że wszystko zawdzięcza jego firmie. Gdy Gabi stała się narzeczoną kandydata na stanowisko burmistrza Fairview, Ver widział jak wszczęła kłótnie z policjantem (Brendan Patrick Connor), porwała na strzępy drugi mandat jaki jej wystawił i zagroziła, że każe go zwolnić, przez co została zatrzymana.

### Victor Lang
Victor Lang (John Slattery) to nieżyjący, drugi mąż Gabrielle, żydowskiego pochodzenia.
Przeszłość

Od dziecka zabiegał on o uznanie u swego ojca, której nigdy w pełni nie dostał. Jako dorosły mężczyzna ożenił się z Samanthą, ale małżeństwo rozpadło się po jakimś czasie.
Sezon 3
Kandydował na burmistrza Fairview, gdy zauważył Gabrielle. Kazał szoferowi zarysować jej auto, po czym wręczył jej czek. Nie podpisał go, przez co spotkali się drugi raz. Zjedli razem obiad, ale Gabrielle powiedziała, że to ich ostatnie spotkanie. Victor oznajmił kelnerowi, że ona zostanie jego drugą żoną. Gabi poczuła dużą sympatię do Victora, ponieważ otworzył się przed nią, po tym jak poznała Samanthę Lang. Grali w kotka i myszkę, gdy mu się oddała a ten nie dzwonił. Wzbudziła w nim zazdrość i przykuła jego uwagę. Uprawiali seks w windzie, co zarejestrowała kamera. Victor oświadczył się Gabi, ale został odrzucony. Dopiero gdy zdjęcia z ich schadzki wyciekły do opinii publicznej, a notowania zaczęły spadać, Gabrielle wyznała publicznie, że tak podziękowała mu za oświadczyny i zostanie „panią Lang”. Poczuła się nieco pewniej, więc doszło do konfliktu jej z policjantem (Brendan Patrick Connor). Dał jej mandat i aresztował gdyż stawiała opór. Wściekły Victor zrobił jej wyrzuty, że niszczy jego wizerunek jako nowo wybranego burmistrza. Gabi pokazała obtarcia na nadgarstkach, jakie doznała od policjanta. W zemście Victor wynajął dwóch bandytów, którzy pobili mężczyznę. Kiedy Gabi podjęła temat wesela, doznała szoku, że na ślubie będzie prasa. Wszystkie pomysły jakie rzucał Victor, miały tylko wpłynąć na jego wizerunek. Dlatego nie chciał by były wiezień Mike Delfino brał ślub z Susan Mayer wraz z nimi, w tym samym dniu. Milton Lang poznał przyszła synową a gdy wypłynął temat kandydowania Victora na gubernatora, Gabrielle postawiła weto i nawet zerwała zaręczyny. Pogodzili się dzięki Miltonowi. Na ich weselu przyznał ojcu, że ślub z Latynoską tylko przybliży go do fotela gubernatora.
Sezon 4
Pani Lang skonsumowała małżeństwo, ale nie zgodziła się na sprzedaż swego domu przy 4349 Wisteria Lane. Wkrótce potem, oznajmiła mężowi, że nie czuje się szczęśliwa i nie wie na czym stoi. Zasugerowała, by wyjechali razem na kilka tygodni. Victor się zgodził, ale znalazł w terminarzu 14 wolnych dni dopiero w kwietniu. Na zabawie w kalambury u Mike’a i Susan Delfino, Victor usłyszał o dawnym romansie żony z nastoletnim ogrodnikiem od Katherine Mayfair. Dociekał przy Gabi czy pieniądze uciszą byłego kochanka. Carlos usprawiedliwił byłą żonę, że każdy popełnia błędy. Victor jednak jednoznacznie orzekł, że gdyby Gabrielle kiedykolwiek zrobiła mu coś takiego, ma pieniądze na pozbycie się kochanka. Gabi przeniosła wszy łonowe przez Carlosa z Edie Britt na męża. Zastosowała ten sam preparat co Edie, by je wytępić, a ta go wyczuła zapachem na przyjęciu u Bree. Victor wyjechał do Waszyngtonu a Gabi powiedziała mu przez sekretarkę na jego telefonie komórkowym, że odchodzi. Kilka dni później, gdy chciała wyjechać, w limuzynie znalazł się jej mąż, gdyż wyprowadziła się z ich rezydencji. Powiedziała mu, że chce rozwodu. On nie zgodził się i oświadczył, że nadal ją kocha, przy czym wyrzucił swój terminarz. Nazajutrz, wściekła Edie Britt pokazała Victorowi zdjęcia Carlosa całującego się z jego żoną. Zabrał ją na wielki jacht bez załogi, gdzie chciał naprawić ich małżeństwo. Do czasu gdy Gabi wyrzuciła go za burtę wiosłem. Wiedziała już od Carlosa, że Victor wie i przypłynęła do portu, gdzie z byłym mężem wrócili statkiem na miejsce. Razem wyłowili Victora a ten zaatakował Carlosa nożem do pieczywa, dlatego Gabi znowu wyrzuciła go wiosłem do wody. Szukali go sześć godzin i pozbyli się jego jachtu, uruchamiając go w kierunku oceanu. Lang został wyrzucony na plażę, nieprzytomny i przewieziony do szpitala, gdzie skłamał detektywom Lyons i drugiemu funkcjonariuszowi (Patrick St. Esprit), że nic nie pamięta. Zwrócił się do Gabi, że musi tylko zregenerować siły by się zemścić. Przepisał cały majątek na ojca w swoim testamencie. Podczas tornada, znalazł Carlosa w domu Gabi. Nie chcieli go skrzywdzić, ale ten do niego strzelił. Zaczęli walczyć na zewnątrz i stracił pistolet, przygnieciony autem. Podczas szamotaniny dotarli do byłego domu Youngów. Gdy Victor miał zabić Solisa metalowa rurą, sam został przebity sztachetą od płotu. Pochowano go z honorami ale bez udziału Gabrielle.

### Virginia Hildebrand
Virginia Hildebrand (Frances Conroy) to wdowa i bardzo bogata dama oraz klientka masaży Carlosa.
Sezon 5
Virginia była jedną z tych klientek, u których Carlos powodował orgazmy swoim masażem. Zaproponowała mu prywatne sesje przez dwa miesiące w Europie za 100 00 dolarów. Oburzonej Gabrielle, stanowisko asystentki zakupów oraz zabranie dzieci, na co Gabi się zgodziła. Kobieta coraz bardziej chciała wtopić się w rodzinę, ale Gabi uznała, że gdy kazała jej córkom nazywać się "babcią", zdecydowała się na powrót do domu. Virginia wprosiła się na urodziny Celii, ale Solis zdecydowała, że ich nie kupi. Virginia zadzwoniła do szefa Carlosa z prośbą o zwolnienie go, bo dotykał jej niestosownie. Krótko potem przywróciła go do pracy. Hildebrand zapisała ich nawet w testamencie jako jedynych spadkobierców. Gabi znowu odmówiła gdy zasugerowała jej zmianę szkoły dla dziewczyn. Mimo tego spięcia, pomogła wyjść Virginii z baru, gdy zaczął się pożar.

### Yao Lin
Yao Lin (Lucille Soong) to pierwsza, była chińska gosposia Solisów. Gabrielle wspomniała, że ma dorosłe dzieci. Pracowała u Solisów od początku jak tylko się wprowadzili na Wisteria Lane.
Sezon 1
Rok później, Pomogła ona Gabrielle, w okłamaniu Carlosa, że wyciera kurze w domu skarpetkami, po tym jak on znalazł jedną, należącą do Johna pod łóżkiem. Następnie Yao Lin została zwolniona z powodu finansowych problemów Solisów. Gdy Gabi podjęła się pracy za ladą jako kosmetyczka, spotkała Yao Lin. Korzystając z okazji, była służąca żądała pełnego makijażu jako perfekcyjnego upokorzenia byłej pracodawczyni.